# Vanessa Glinka
Vanessa I. Glinka (* 4. Mai 1977 in Bremen) ist eine deutsche Schauspielerin.
Glinka wurde mit 11 Jahren als jüngstes Mitglied ins Schultheater aufgenommen. Sie arbeitete als Kindermodel und veröffentlichte einige Comicreihen. Sie gewann den Bremer Senatspreis für einen Kurzfilm zum Thema Fremdenhass in Deutschland. Außerdem wurde sie im selben Jahr mit einem BeeDees Talent Award, einer Werbeaktion der Firma Triumph, als beste Nachwuchsschauspielerin ausgezeichnet.
Von 1997 bis 1999 spielte sie die Rolle der Alexandra ‚Alexa‘ Falkenberg in 424 Folgen der RTL-Daily-Soap Unter uns. Ihr dafür unterbrochenes Jurastudium setzte sie 2000 fort. In ihren Semesterferien arbeitete sie als Cast-Managerin und schauspielerische Leiterin für die Entertainmentausstellung Magical in Oberhausen.